# Iván César Martínez Montalvo
Iván César Martínez Montalvo (1943) is een Cubaans diplomaat en journalist. Hij was de eerste Cubaanse ambassadeur in Guyana en werd in 1981 geaccrediteerd voor Suriname.

## Biografie
Iván César Martínez studeerde van 1962 tot 1965 economie en was vanaf 1969 advocaat. Vervolgens was hij correspondent voor het Cubaanse persbureau Prensa Latina. Ook schreef hij voor Bohemia en hij gaf Revolution & Culture opnieuw uit. Vanaf 1974 werkte hij voor het Cubaanse ministerie van Buitenlandse Zaken.
Hij was de eerste Cubaanse ambassadeur in Georgetown in Guyana; op 29 oktober 1975 overhandigde hij zijn geloofsbrieven. Daarbij werd hij in 1978 benoemd als niet-residerend ambassadeur voor Barbados en in van april tot oktober 1979 voor Grenada.
Eind mei 1981 bezocht hij Suriname en presenteerde hij als eerste Cubaanse ambassadeur voor Suriname zijn geloofsbrieven aan president Henk Chin A Sen. Zijn residentie behield hij in het buurland Guyana. Van februari 1984 tot maart 1985 was hij ambassadeur in Harare in Zimbabwe.
Na zijn diplomatieke loopbaan ging hij aan het werk aan de University of the West Indies in Jamaica. Hier werkte hij op de campus Mona in Kingston als socioloog.